# Дмитрий Сичов
Дмитрий Евгениевич Сичов е руски футболист, нападател. Играе за казахстанския Окжетпес. Участник на две европейски първенства с националния отбор на Русия. Футболист на годината в Русия за 2004 година. Най-популярният руски футболист за 2005 и 2006 година. Член на Клуб 100.

## Кариера

### Спартак Тамбов
Сичов започва кариерата си като юноша в „Динамо“ Омск. Преминава и през школата на „Зенит“. През юни 2000 преминава в „Спартак“ Тамбов. Там играе като полузащитник. Съотборник е с друг известен руски футболист – Юрий Жирков. През 2001 Дмитрий поисква да отиде в по-голям клуб. Изкарва проби в Шахтьор (Донецк), заедно със съотборника си Александър Шешуков. След това двамата заедно са на проби и във френските „Мец“ и „Нант“, но трансферната сума, поискана от Спартак Тамбов се оказва прекалено голяма. През август същата година Сичов изкарва проби и в ЦСКА Москва.

### Спартак Москва
През декември 2001 заминава на лагер в Турция със „Спартак“ Москва. На 8 януари 2002 подписва договор с „червено-белите“. Дмитрий бързо се превръща в любимец на феновете със силните си игри. На 10 юли в мач срещу „Зенит“, Сичов сваля фланелката си и носи потник с надпис: „Кто мы?Мясо“. Заради този надпис играчът е наказан с лишаване от състезателни права за 3 месеца. Към Сичов интерес проявяват много европейски отбори като Реал Мадрид, Байерн Мюнхен и Ювентус. Ръководството на Спартак го оценяват на 10 млн. евро. На 16 август подава молба за разтрогване на договора. Спартаковци се склоняват да го пуснат, стига Дмитрий да плати компенсация на клуба. Заради това, Сичов е наказан от РФС да не играе 4 месеца. На 20 декември 2002 преминава в Олимпик Марсилия.

### Олимпик Марсилия
Под ръководството на Ален Перен, Сичов играе предимно като крило. Става трети в Лига 1 с марсилци. На руснака му е трудно да се закрепи в стартовия състав поради голямата конкуренция. През 2004 преминава в Локомотив Москва.

### Локомотив Москва
На 10 януари 2004 подписва контракт с ФК Локомотив Москва. В състава на Локо Дмитрий става шампион на страната. През юли 2005 е признат за футболист на годината на бившите съветски републики. На 3 август получава тежка травма на коляното. Нападателят се възстановява близо 6 месеца и подновява тренировки чак в началото на 2006. Става трети в първенството и участва в квалификациите за Мондиал 2006 с Русия. През 2007 Сичов пожелава да се върне в Спартак, но от клуба отказват да водят преговори с него. В първия полусезон на 2008 отбелязва едва 2 попадения, но все пак е повикан в състава на „сборная“ на Евро 2008. След първенството успява да се отличи още 4 пъти за Локо. През 2009 става играч на сезона за Локомотив. В предсезонната подготовка през 2010, Дмитрий се контузва и се лекува в Италия. Оформя мощен тандем с дошлия от Динамо Киев Александър Алиев. Въпреки техните усилия, Локомотив не успява да се класира в първите три места. В първите 5 мача от сезон 2011/12 не отбелязва нито един гол. С идването на Виктор Обина и Фелипе Кайседо шансовете му за изява намаляват и той остава предимно резерва. На 9 ноември 2011 удължава договора си до 2015. Дмитрий окончателно губи мястото си при „железничарите“ когато атаката е усилена с Роман Павлюченко и Даме Н'Дойе. През лятото на 2012 е спряган за трансфер в Амкар, Ростов и Криля Советов, но все пак футболиста решава да остане в Локомотив.

### Динамо Минск
През март 2013 преминава под наем в Динамо Минск до края на сезона.За новия си клуб дебютира в контрола с Ротор. В състава на Динамо изиграва 10 мача, но не вкарва нито едно попадение.

### Волга
През юли 2013 е пратен под наем във Волга Нижни Новгород. За 16 мача Сичов не отбелязва нито едно попадение и след края на сезона се връща в Локомотив.

### Национален отбор
На 10 февруари 2002 г. Олег Романцев го взима в националния отбор на Русия за мача с Ирландия. Сичов участва и на Мондиал 2002, където Сборная отпада в групите. След последния мач на Русия на първенството срещу Белгия, Дмитрий се разплаква. Това е един от най-паметните моменти в историята на руския футбол. На 31 март играе в приятелски мач срещу националите на България, завършил 2:2. Дмитрий вкарва головете за Русия, а за „лъвовете“ реализира Димитър Бербатов.
Участва на Евро 2004, но Русия отново не преодолява груповата фаза. В следващите години Дмитрий губи титулярното си място в „Сборная“ от футболисти като Андрей Аршавин, Александър Кержаков и Роман Павлюченко. При новия треньор Гуус Хидинк Сичов е твърда резерва и не успява да си пробие път в стартовия състав.
Участва на Евро 2008, но не записва много минути на турнира. За последно Сичов играе в националния отбор през 2009.

## Личен живот
Сичов е ерген, има по-малък брат. Харесва хокея, тениса и билярда. Владее френски, английски и испански език. През 2005 на негово име е наречена звезда в съзвездието Скорпион. Участвал е в комедийното шоу Наша Russia, както и в реклами на Pepsi.